# Gable Steveson
Gable Dan Steveson (Portage, 31 de mayo de 2000) es un luchador olímpico estadounidense. Obtuvo una medalla de oro en los juegos olímpicos de Tokio 2020. También es conocido por haber trabajado para la empresa de lucha libre profesional WWE.

## Carrera
Participó en los Juegos Olímpicos de Tokio 2020, obteniendo una medalla de oro en la categoría de 125 kg; al ganar la final contra el georgiano Gueno Petriashvili.

### WWE (2021-2024)
Después de su victoria en los Juegos Olímpicos, persiguió una nueva carrera como luchador profesional, firmando un contrato con WWE en 2021. Durante su estancia en dicha empresa, apareció en sus tres programas principales, Raw, NXT, y SmackDown, y asimismo, fue parte del Draft de 2021. El 3 de mayo de 2024, Steveson fue liberado de su contrato por WWE.

## Palmarés internacional
| Juegos Olímpicos | Juegos Olímpicos | Juegos Olímpicos | Juegos Olímpicos |
| Año              | Lugar            | Medalla          | Categoría        |
| ---------------- | ---------------- | ---------------- | ---------------- |
| 2020             | Tokio (Japón)    | Medalla de oro   | 125 kg           |